# Kloster Bonnefontaine
Das Kloster Bonnefontaine (Bonus fons) ist eine ehemalige Zisterzienserabtei in der Gemeinde Blanchefosse-et-Bay, Kanton Rumigny, im Département Ardennes, Region Grand Est, in Frankreich, rund 25 Kilometer südöstlich von Hirson in der Thiérache.

## Geschichte
Das Kloster wurde durch eine Stiftung des Herrn von Rumigny Nicolas II., dessen Grab sich in der Kirchenruine befindet, 1152 gegründet und erhielt seinen zisterziensischen Gründungskonvent aus Kloster Signy. Damit gehörte es der Filiation der Primarabtei Clairvaux an. Das Kloster betrieb Schieferabbau im Gebiet von Rumigny. Um 1660 veröffentlichte die Druckerei der Abtei mehrere Bücher, darunter eine achtbändige Bibliothek der Väter von Cîteaux durch Bertrand Tissier. Das Kloster fiel im Hundertjährigen Krieg in Ruinen, wurde aber 1538 unter dem Kommendatarabt Jean de Coucy wieder aufgebaut. Während der Französischen Revolution wurde das Kloster 1791 aufgelöst.

## Bauten und Anlage
Die Klosterkirche aus dem 13. Jahrhundert wurde 1792 zerstört, ist jedoch in Ruinen noch vorhanden (Monument historique). Erhalten sind drei spitzbogige Arkaden der Nordseite des Langhauses mit Bündelpfeilern und Blattkapitellen. Fast vollständig aufrecht stehen die Mauern des Südschiffs und des Querhauses. Das romanische Portal wird von einem runden Tympanon und einem halbkreisförmigen Gewölbebogen überragt. Die Querhausfassade weist noch eine große achtstrahlige Rosette auf. Verschiedene Ausstattungsgegenstände, darunter das „Kreuz von Blanchefosse“, sind in die Kirche von Blanchefosse gelangt.